# In der Osternacht (Korolenko)

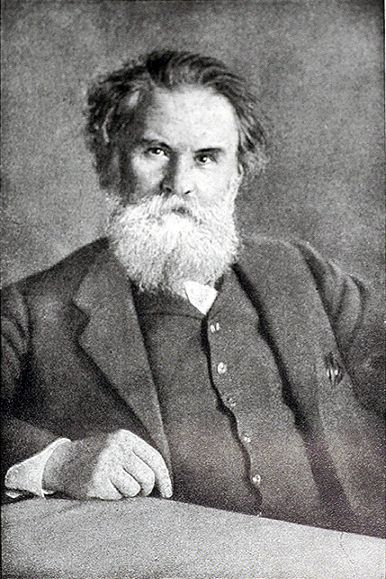
Wladimir Korolenko

In der Osternacht (russisch В ночь под светлый праздник, W notsch pod swetly prasdnik) ist eine Erzählung des russischen Schriftstellers Wladimir Korolenko, die 1885 in der Moskauer Zeitschrift Russkaja Mysl erschien. Julius Grünbergs Übertragung ins Deutsche kam 1891 in Leipzig auf den Buchmarkt.
Korolenko fragt: Ist Ostern für zwei Männer – den jungen Wachsoldaten und den Häftling Iwanow – „das Fest der Auferstehung und der Wiedererneuerung“?

## Inhalt
In einer Nacht auf den Ostersonntag zu Anfang der 1880er Jahre.
Korolenko schreibt: „Das Gefängnis ist leer.“ Die Häftlinge – Einzelarrestanten ausgenommen – dürfen in der benachbarten hellerleuchteten Gefängniskirche am Gottesdienst teilnehmen. In einer Zelle aber fiebert auf seinem harten Lager der Kranke Iwanow. Der Aufseher lässt einen der Hüter bei Iwanow zurück. Iwanow, aus einem der sibirischen Bergwerke entwichen, will immer noch in sein russisches Dorf zurück. Wenn er nur einen Tag zu Hause mit den Seinen verbringen könnte! Weniger als hundert Kilometer vom ersehnten Ziel entfernt, ist Iwanow in dieses Gefängnis eingesperrt worden.
Jener Hüter betet an der Kirchentür. Iwanow bemerkt, seine Zellentür steht offen.
Draußen auf dem Felde dicht vor der Gefängnismauer hält ein junger, frischgedrillter Rekrut Wache. Auf der Mauer erscheint im Dunkeln ein Mensch. Iwanow springt und rennt in Richtung des Steppengrases. Der Soldat gibt mit seinem Gewehr einen Schuss ab. Da der Schütze weder zielt noch beim Schuss eine Auge offenhält, hat Iwanow eine Fluchtchance. Ins Feld hinaus dringt Freude – der Ruf der Kirchgemeinde erschallt: „Christ ist erstanden!“

## Deutschsprachige Ausgaben
Verwendete Ausgabe
- In der Osternacht. Deutsch von Julius Grünberg. S. 189–197 in Wladimir Korolenko: Makars Traum und andere Erzählungen. Mit einem Nachwort von Herbert Krempien. 275 Seiten. Verlag der Nation, Berlin 1980 (1. Aufl.)